# Dix variations en sol majeur sur « Unser dummer Pöbel meint »
Les dix variations en sol majeur sur « Unser dummer Pöbel meint » K. 455 sont une œuvre pour piano de Wolfgang Amadeus Mozart composée le 25 août 1784 à Vienne. Il s'agit d'une série de dix variations pour piano sur un thème extrait de Die Pilger von Mekka (Les Pèlerins de la Mecque ou La rencontre imprévue), un opéra-comique en trois actes de Christoph Willibald Gluck, composé en 1763.

## Structure
- Le thème est en sol majeur, marqué à , 12 mesures, 2 sections répétées deux fois
- Variation I : la main droite joue des guirlandes de doubles-croches
- Variation II : c'est la main gauche qui joue les guirlandes de doubles-croches
- Variation III : la main droite enchaîne les triolets
- Variation IV : la main gauche joue le thème, tandis que la main droite déroule les traits en doubles croches
- Variation V : en sol mineur, les deux main jouent à tour de rôle un rythme pointé (croche pointée, double croche)
- Variation VI : la main droite joue de long trilles pour accompagner la main gauche qui joue le thème
- Variation IX : marquée Adagio, ce qui permet à la main droite d'enchaîner de longs traits rapides
- Variation X : marquée Allegro, à 
, avec une cadence à la mesure 52 suivie d'un retour à 
. Les deux mains se croisent à plusieurs reprises

Durée de l'interprétation : environ 12 minutes
Piotr Ilitch Tchaïkovski a pris comme base cette œuvre de Mozart pour composer le quatrième mouvement (Tema con variazioni. Allegro giusto) de sa Suite no 4 pour orchestre en sol majeur « Mozartiana » (Op. 61).

Thème : 